# Чаттерджі Просенджіт
Чаттерджі Просенджіт (бенг. প্রসেনজিৎ চট্টোপাধ্যায়, 30 вересня 1962) — індійський актор, режисер й продюсер Бенгальського кінематографа. Також іноді знімається в Боллівуді. Має прізвисько «Бумба Да». Має30 призів уномінації кращий актор різних кінопремій Бенгальського кінематографа

## Життєпис
Походив з творчої родини. Син Бісваджита Чаттерджі, актора, продюсера і режисера бенгальських фільмів, та його першої дружини Ратни. Сестра Просенджіта — Паллабі — акторка кіно й телебачення. народився в Колкаті в 1962 році. Батько залишив Просенджіта та йогом атір, коли майбутньому актору було 16 років. Просенджіт і його сестра не пробачили зраду батька, і після його відходу з родини ніколи не спілкувалися з ним.
Вперше знявся у фільмі, коли йому було 4 роки. Це була стрічка «Chhotto Jignasa», в якій він брав участь разом з батьком. Його героя звали Бумба. за цей фільм отримавнагороду кращого актора від журналістів. Більше батько і син разом ніколи не знімалися. Втім у 1969 році знявсяв іншій дитячій ролі в фільмі «Rahagir». Третьою й останньою дитячою роллю в стрічці «Raktatilak» 1972 року.
До 10 класу навчався в англійській гімназії (Airport English High School). Потім він закінчив в Колкаті коледж Св. Ксав'є (St. Xavier's College). Водночас з 1980 рокупоновив зйомки в кінострічках.
В якості головного героя дебютував в фільмі «Duti Pata» (1983), який став суперхітом. Завдяки цьому фільму Просенджіт став зіркою. Після цього його кар'єра стрімка пішло вгору, серед стрічок були такі блокбастери як «Amar Shangi» (режисера Суджита Гуха, 1987 рік), «Apon Amaar Apon» (режисер Тарун Маджумдар, 1990 рік). Протягом 1980-х років знявся у 55 кінокартинах.
У 1990 році відбувся його дебют в Боллівуді, де Просенджіт зіграв у фільмі «Aandiyan» («Бурі» режисера Девида Дхавана), але він провалився у прокаті. 1991 року знявсяв іншій стрічці Боллівуду «Meet Mere Man Ke» («зустрінь мою думку» режисера Мехул Кумара), проте вона також виявилася провальною. Після цього Просенджіт на тривалий час відмовився в подальших зйомок мовою гінді.
Протягом 1990-х років активно знімавсяв різних стрічках бенгальською мовою, знявшись у 90 фільмах. 1992 року одружився з бенгальською кіноакторкою Дебашрі Рой. Разом з нею знявся в 25 в фільмах, і як Просенджіт сам зізнався, вона була найкращою його героїнею. Проте шлюб виявився невдалим, і подружжя в 1995 році розлучилося. 1992 року відбувся його дебют як режисера з фільмом «Purushottam» («Кращий серед чоловіків»). Просенджіт став також пролюсером свого фільму (в подальшому загалом виступав в якості продюсера в 9 кінострічках). 1997 року одружився вдруге. 1998 року зняв свій другий фільм — «Aami Sei Meye».
У 2000-ті роки успішна кар'єра тривала. У 2000—2005 роках знявся у 67 фільмах. 2002 року розлучився й того ж року оженився втретє. З нею Просенджіт знявся у 4 кінострічках. В 2007 році знявся в блокбастері «Ami, Yasin Ar Amar Madhubala» («Спостеригачі» режисера Буддхадеба Дасгупти). Того ж року зіграв в епізодичній ролі боллівудського фільму «Останній лір». До 2010 року знявся ще в 65 стрічках.
У 2009 році успішною була роль в кінодрамі «Shob Charitro Kalponik» («Післямова») режисера Рітупарно Гхоша. В 2010 році вийшов фільм режисера Шріджита Мукхерджі «Автограф», що вважається однією з найкращих робіт Чаттерджі. В 2011 році підписав контракт на боллівудський фільм, прийнявши пропозицію режисера Дібакара Банерджі на трилер «Шанхай», що став хітом.

## Родина
1. Дружина — Дебашрі Рой, бенгальська кіноакторка
дітей не було
2. Дружина — Апарна Гухатнакурата
Діти:
- Прерона

3. Дружина — Арпіта Пал, кіноакторка Толлівуду
Діти:
- Трішанджит